# 프라아테스 5세

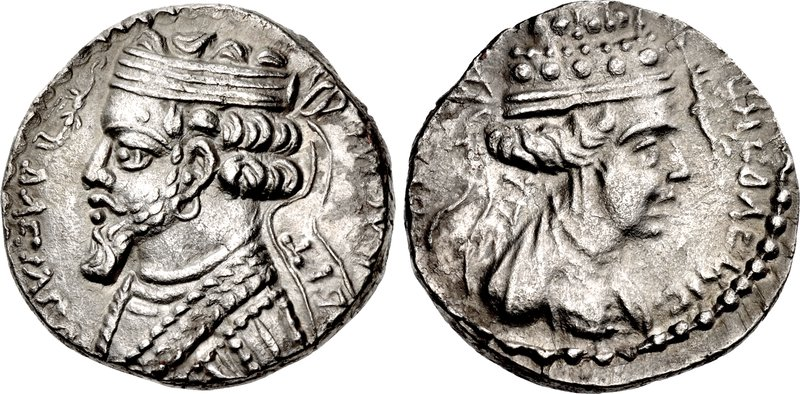

파르티아의 프라아테스 5세는 기원전 2년에서 서기 4년까지 파르티아 제국을 다스렸고 그는 여신 무사와 프라아테스 4세의 아들이며 그의 주화에는 그녀가 같이 나온다.
프라에테스 5세 치하에서 아르메니아와 메디아에 대한 주권에 대해 로마와의 전쟁이 발발하였고 아우구스투스(기원전 27년에서 서기 14년)가 그의 양자인 가이우스 카이사르를 동방으로 보내 파르티아를 침입하였을 때, 파르티아인은 협상을 선호하였다.(서기 1년)
그에 의해 한번더 아르메니아는 로마의 구역 속으로 인식되었다. 곧바로 4년 프라아테스 5세와 그의 어머니는 파르티아인에 의해 처형당했다.
요세푸스는 프라아테스 5세가 그의 어머니와 결혼하였다고 비하하였는데 이것은 파르티아인에게는 받아들여질 수 없는 것이다. 그들은 폭동을 일으키고 그를 폐하고 오로데스 3세에게 왕관을 제안하였는데 그는 6년에 간단히 통치하였다.
| 전임 프라아테스 4세 | 제18대 파르티아 왕 기원전 2년 - 서기 4년 | 후임 오로데스 3세 |